# PS20
La PS20 es la segunda central térmica solar comercial de torre central instalada en el mundo, situada junto a la PS10 en la plataforma Solúcar de Sanlúcar la Mayor, en la provincia de Sevilla, España.
Operada por Rioglass Servicios, tiene 20 megavatios de potencia, y produce energía para alimentar a 10 000 hogares, evitando la emisión a la atmósfera de unas 12 000 toneladas de CO2. La central está formada por un campo solar de 1255 heliostatos y una torre de 165 metros de altura, que es la tercera edificación más alta de la provincia, tras el Puente del Alamillo y Torre Sevilla. La instalación ocupa una superficie de 80 hectáreas.
Tras su entrada en servicio en periodo de pruebas desde abril de 2009, fue oficialmente inaugurada por el rey Juan Carlos I junto al Comisario europeo de Energía, Andris Piebalgs el 23 de septiembre de 2009.